# 奪魂鋸X
《奪魂鋸X》（英語：Saw X）是一部2023年美國恐怖片，《奪魂鋸》系列的第十部電影，由凱文·格勞特執導，喬許·史托伯格和彼得·高德芬格共同編劇，托賓·貝爾、薛妮·史密斯、西諾薇·瑪考迪·倫德、史蒂芬·布蘭德和麥可·貝奇主演。劇情設定在《奪魂鋸》和《奪魂鋸2》的事件之間，講述患病而絕望的約翰·克拉瑪前往墨西哥進行一次危險的實驗手術，希望能奇蹟般地治愈癌症，卻發現整個手術都是場騙局，旨在欺騙最弱勢的群體。抱持著全新目的後，這位臭名昭著的連環殺手重操舊業，開始對付起這些騙子。
《奪魂鋸X》由獅門娛樂排定2023年9月29日於美國上映，這部電影獲得正面為主的評價，被稱為是自系列首作後最出色的作品，其中以托賓·貝爾的演技備受評論家讚揚。

## 劇情
約翰·克拉瑪被醫院告知自己因為持續擴增的腦癌而只剩下幾個月的生命，深感絕望之下參與一個由癌症患者組成的互助會，並在那裡認識一名胰腺癌末期患者亨利·凱斯勒。一段時間後，約翰在街上巧遇身心恢復健全的凱斯勒，得知他接受一種源自挪威的實驗癌症治療，透過手術成功移除癌細胞。約翰查找凱斯勒提供的網址，發現該治療項目如今由前負責人的女兒賽西莉亞·佩德森管理。約翰將其視為一線希望而聯繫賽西莉亞，順利得到一星期後的手術排期而搭機抵達墨西哥城，搭乘指定計程車來到郊外，以蒙眼的形式帶至賽西莉亞在一座廢棄化工廠內建立的隱蔽診所。
約翰在診所內結識賽西莉亞與她的醫護團隊，馬特歐、瓦倫蒂娜與主治醫生柯特斯；兩名近期接受完手術而康復的患者，蓋布蕾與帕克·西爾斯；另外包括一名喜歡在工廠外踢足球的小男孩卡洛斯，約翰幫他修好腳踏車而與他建立起友誼。接受完開顱手術的約翰清醒後被賽西莉亞告知自己已完全康復，對人生充滿新希望之下購買一瓶龍舌蘭，再靠經緯度算出診所的地理位置準備上門答謝。然而約翰回到診所卻發現已人去樓空，手術室內留下的一張醫學紀錄片，內容顯示約翰手術期間隱約看到的假影像。約翰摘下頭上繃帶發現完全沒有手術疤痕，才意識到整個項目都是徹頭徹尾的騙局。
約翰無法容忍賽西莉亞一行人為了私益而罔顧人命，經過調查發現這場騙局已實行八年之久、欺騙過34位垂死之人。約翰察覺到主治醫生柯特斯其實是接送自己的計程車司機狄亞哥冒充，於是首先將他綁架後拷問出內幕，隨後將管狀炸彈分別縫在其雙臂上，迫使狄亞哥以自殘形式挖出炸彈、撿回一命。約翰召來門徒亞曼達·楊參與復仇，相繼綁架實為癮君子的蓋布蕾、實為妓女的瓦倫蒂娜、實為腐敗獸醫的馬特歐、以及在別墅中高枕無憂的主謀賽西莉亞。四人被戴上鐐銬而在診所工廠中齊聚，得知她們即將分別面臨「拼圖殺人狂」的生死遊戲以尋找一線生機。
首先上陣的瓦倫蒂娜被迫忍著劇痛拿吉利鋸削斷自己的右腿、再用儀器抽取出足夠量的骨髓來脫身，然而因為沒有在三分鐘時限內完成而慘遭斬首。毫無悔意的賽西莉亞直接從瓦倫蒂娜屍體內取出腸子當作繩子，夠到正中央的手機而撥通求救電話，然而很快被亞曼達電擊後沒收手機。不久，前一位手術患者西爾斯同樣察覺是騙局而前來向賽西莉亞要債，亞曼達將他打昏後沒收其手槍，而約翰則對恢復清醒的西爾斯告知真相且觀賞遊戲全景。緊接著上陣的馬特歐被迫使用自己完全不熟悉的手術器械，強行對自己實施開顱手術，想辦法取出足夠量的灰質來獲得解鎖鑰匙，然而最後同樣沒能在時限內完成而慘死在安裝熱線圈的面具機關中。而最後上陣的蓋布蕾被鐐銬吊起，面對游離輻射儀器照射，最後不得不敲碎自己被吊起的手臂與腳踝而死裡逃生，並被約翰饒恕一命。
西爾斯剛一脫身就搶回手槍挾持住約翰和亞曼達，並解放賽西莉亞以表露他們倆之間的合作與戀人關係。賽西莉亞當場踩斷蓋布蕾的喉嚨，表示這些同伴的死對自己而言完全無關痛癢。賽西莉亞以報復心態將約翰束縛在自己的機關上，還將跑到工廠外踢足球的卡洛斯抓進來拷在機關另一頭，目睹約翰與卡洛斯分別躺在倒灌鮮血的坐水凳式蹺蹺板機關中試圖解救對方。看夠場面的賽西莉亞和西爾斯返回觀察室準備拿錢溜之大吉，卻觸動陷阱而雙雙被反鎖在內，同時讓外面的機關停止而釋放約翰和卡洛斯。事實為狄亞哥早已招供西爾斯也參與其中，縱使約翰與亞曼達設局將西爾斯一併引來，再聯手上演苦肉計來哄她們上鉤。觀察室內隨即開始灌入致命毒氣，使大難臨頭的兩人開始自相殘殺、爭奪唯一的通風口，最後是賽西莉亞刺死西爾斯而得以活命。
約翰與亞曼達成功在卡洛斯面前扮演受害人，拿上放在門口的錢袋並全數送給卡洛斯，將賽西莉亞扔棄在毒氣室內自生自滅，共同離開診所迎接全新黎明。一段時間過後，約翰在身為警探的門徒馬克·霍夫曼協助下，將同樣身為騙局一份子的凱斯勒綁架至浴室遊戲現場，並在他身上裝設開膛破肚的機關進行生死考驗。

## 演員
- 托賓·貝爾 飾演 約翰·克拉瑪／拼圖殺人狂
- 薛妮·史密斯 飾演 亞曼達·楊（英语：Amanda Young）
- 西諾薇·瑪考迪·倫德（英语：Synnøve Macody Lund） 飾演 賽西莉亞·佩德森（Cecilia Pederson）
- 史蒂芬·布蘭德 飾演 帕克·西爾斯（Parker Sears）
- 麥可·貝奇 飾演 亨利·凱斯勒（Henry Kessler）
- 蕾娜塔·巴卡（西班牙语：Renata Vaca）飾演蓋布蕾（Gabriela）
- 波萊特·赫南德茲（西班牙语：Paulette Hernandez） 飾演 瓦倫蒂娜（Valentina）
- 奧克塔維奧·伊諾霍薩（西班牙语：Octavio Hinojosa） 飾演 馬特歐（Mateo）
- 喬舒亞·奧卡莫托（西班牙语：Joshua Okamoto） 飾演 迪亞哥／柯特斯醫生（Diego / Dr. Cortez）
- 科斯塔斯·曼迪勒 飾演 馬克·霍夫曼（英语：Det. Mark Hoffman）

## 製作

### 開發
2021年4月，扭曲製片公司確認正在開發《奪魂鋸X》。2021年12月，前作《奪魂鋸：遊戲重啟》（2017年）和《死亡漩渦：奪魂鋸新遊戲》（2021年）的編劇喬許·史托伯格和彼得·高德芬格（Peter Goldfinger）確認《奪魂鋸X》劇本已經完成。2022年8月，據報導該片由《奪魂鋸6》（2009年）和《奪魂鋸3D》（2010年）的導演凱文·格勞特回歸執導。

### 選角
2022年10月，托賓·貝爾確認回歸飾演約翰·克拉瑪／拼圖殺人狂。2022年12月，西諾薇·瑪考迪·倫德、史蒂芬·布蘭德和麥可·貝奇參演。2023年2月，據報導薛妮·史密斯回歸飾演亞曼達·楊。同月，蕾娜塔·巴卡（Renata Vaca）、波萊特·赫南德茲（Paulette Hernandez）、喬舒亞·奧卡莫托（Joshua Okamoto）和奧克塔維奧·伊諾霍薩（Octavio Hinojosa）出演未公佈的角色。

### 拍攝
該片於2022年10月在墨西哥城開始進行主題拍攝，2023年2月殺青。

## 發行
《奪魂鋸X》由獅門娛樂排定2023年9月29日於美國院線上映。此前的上映日定於2023年10月27日。

## 續集
獅門娛樂於2023年12月宣布 ，續集《奪魂鋸XI》預定2025年9月25日上映。

## 外部連結
- 互联网电影数据库（IMDb）上《奪魂鋸X》的资料（英文）
- Box Office Mojo上《奪魂鋸X》的资料（英文）
- 爛番茄上《奪魂鋸X》的資料（英文）